# Stade de Moroni
Stade de Moroni to wielofunkcyjny stadion znajdujący się w mieście w Moroni na Komorach. Obok znajduje się stadion piłkarski Stade de Beaumer. Jest obecnie używany głównie dla zawodów lekkoatletycznych. 